# NGC 6648
NGC 6648 is een dubbelster in het sterrenbeeld Draak. Het hemelobject werd in 1825 ontdekt door de Duits-Russische astronoom Friedrich Georg Wilhelm Struve.